# Solární elektrárna Ivanpah

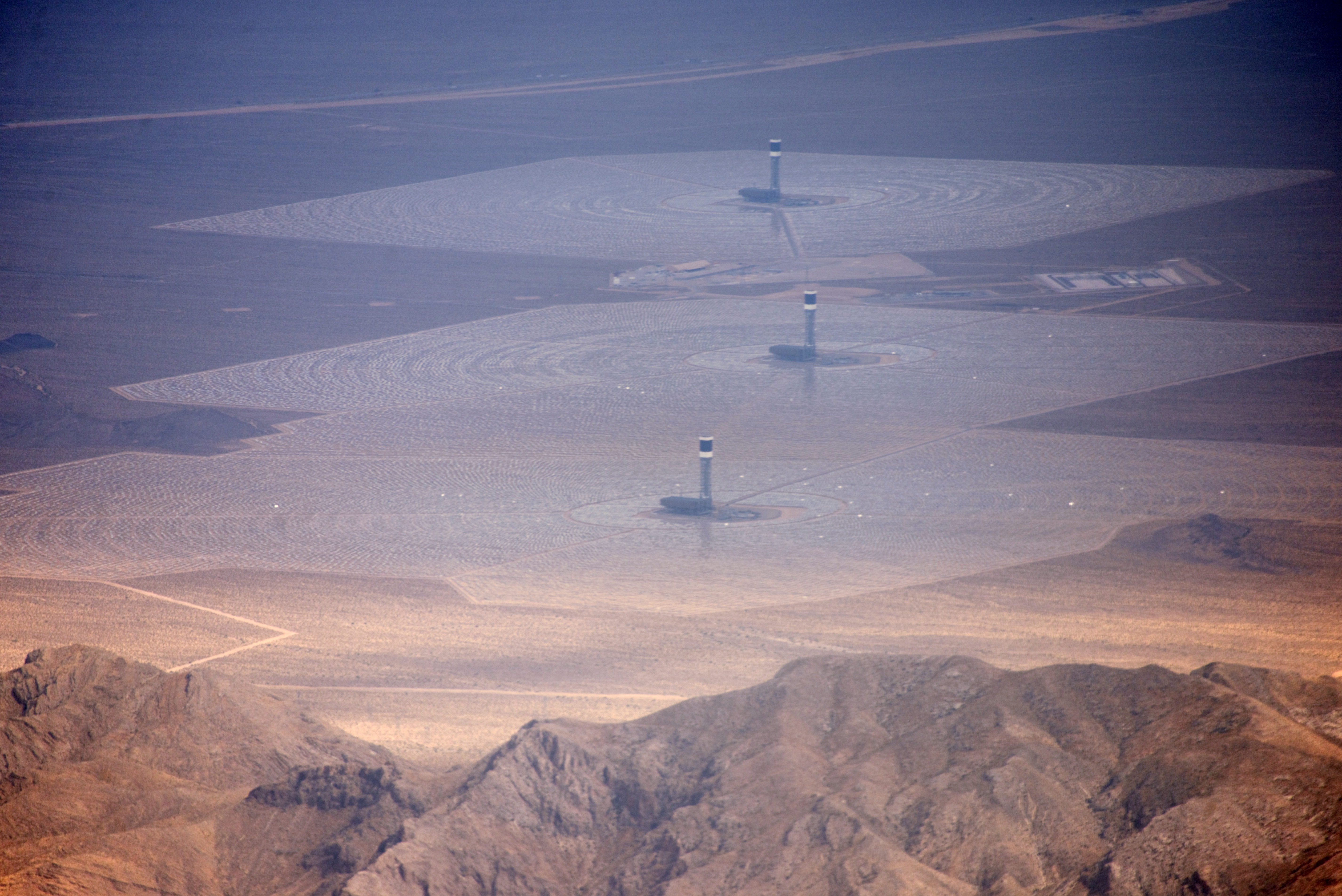
Letecký pohled na elektrárnu

Solární elektrárna Ivanpah (anglicky Ivanpah Solar Power Facility) je solární elektrárna, která se nachází ve Spojených státech amerických, v Mohavské poušti na hranici mezi Kalifornií a Nevadou. Projekt byl realizován americkou společností BrightSource Energy zabývající výstavbou a provozem slunečních elektráren a stavební firmou Bechtel. Celková cena projektu je 2,18 miliard dolarů, přičemž největším investorem je americká energetická společnost NRG Energy s investicí 300 mil. dolarů. Jedním z investorů je také společnost Google, která do projektu vložila 168 mil. dolarů.
Elektrárnu tvoří tři věže obklopené 173 500 stojany se dvěma zrcadly, tzv. heliostaty. Zrcadla směřují sluneční teplo do plochy absorbéru, umístěného vysoko na věži, v nichž se skrývají nádrže s vodou. Vzniklá pára pohání turbíny s plánovaným výkonem 392 MW. Elektrárna zabírající plochu 1600 ha bude zajišťovat elektřinu pro 140 tisíc domácností.

## Výstavba

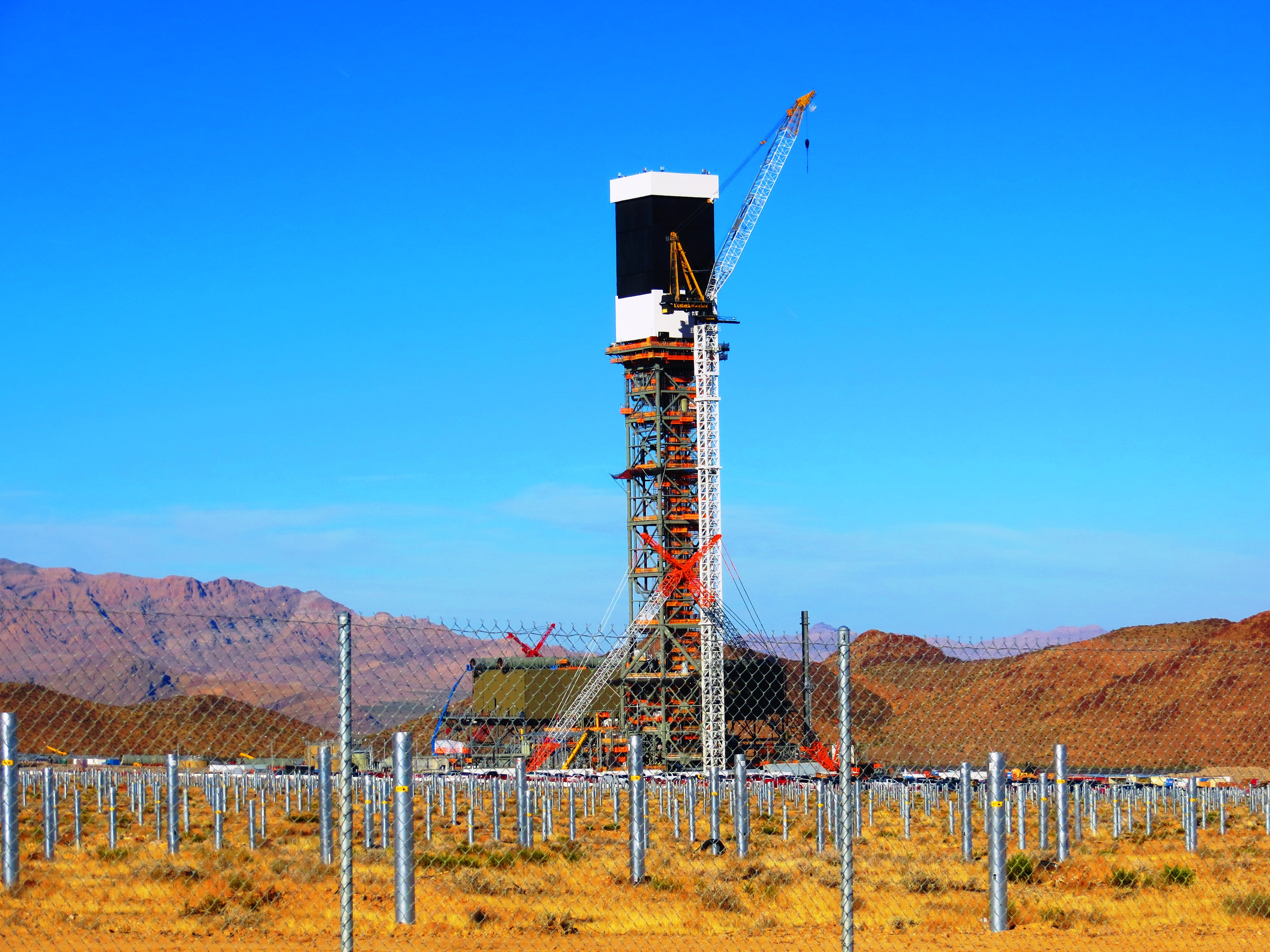
Výstavba jedné z věží s absorbérem

Stavba elektrárny byla zahájena v roce 2010. V roce 2011 byly stavební práce na elektrárně přerušeny, neboť se ukázalo, že má negativní dopad na životní prostředí (resp. druhy zvířat, žijící v aridním prostředí). Po krátké době byla stavba na jaře 2011 opět obnovena. V březnu 2013 byly v elektrárně provedeny zkoušky, které potvrdily, zda je zařízení schopné provozu.
První věž byla provizorně připojena do sítě v září 2013. Elektrárna byla oficiálně otevřena v únoru 2014, všechny tři jednotky by měly být v provozu do konce 2014.
Po úplném dokončení byla největší solárně-termální elektrárnu ve Spojených státech i na světě.

## Provoz
Od počátku byl kontroverzní vliv projektu na želvy a ptáky. Roku 2025 bylo oznámeno, že většina elektrárny bude uzavřena roku 2026.